# Antonio Anastasio Rossi
Antonio Anastasio Rossi, italijanski rimskokatoliški duhovnik, škof, nadškof, * 18. julij 1864, Milano, † 29. marec 1948.

## Življenjepis
25. marca 1887 je prejel duhovniško posvečenje.
8. januarja 1910 je postal nadškof Vidma; škofovsko posvečenje je prejel 3. aprila istega leta.
19. decembra 1927 je postal patriarh Konstantinopla in prelat Prelate of Beatissima Vergine Maria del SS.mo Rosario.